# آرون فلاوان
آرون فلاوان (انگلیسی: Aaron Flahavan; ۱۵ دسامبر ۱۹۷۵ – ۵ اوت ۲۰۰۱) بازیکن فوتبال اهل بریتانیا بود.
از باشگاه‌هایی که در آن بازی کرده‌است می‌توان به باشگاه فوتبال پورتسموث اشاره کرد.